# NGC 789
NGC 789 je galaxie v souhvězdí Trojúhelníku. Její zdánlivá jasnost je 13,6m a úhlová velikost 1,2′ × 0,8′. Je vzdálená 241 milionů světelných let, průměr má 70 000 světelných let. Je členem skupiny galaxií galaxie NGC 777. Galaxii objevil 24. srpna 1865 Heinrich Louis d’Arrest.